# ادنا جی
ادنا جی (به انگلیسی: Edna G) یک کشتی است.